# 李礼之
李礼之（？—555年7月15日），字延州，陇西郡狄道县（今甘肃省定西市临洮县）人，出自陇西李氏姑臧房，北魏通直散骑侍郎李瑾第四子，北齐官员。

## 生平
李礼之和兄弟们都有才具与名望，官至轻车将军、司徒骑兵参军，与妻子郑修仪互相敬重，郑修仪先去世，留下遗言说最终不会一个人死去。没多久李礼之脚上长出肿疮，他梦见妻子说煮小麦水浸泡肿疮就可以了，李礼之照着去做，反而因为创口破裂，于天保六年岁次己亥六月己卯朔十一日己丑（555年7月15日）在并州乐平郡乐平县去世，当年九月戊寅朔八日乙酉（555年10月8日）归葬于邺城北十里东北二里，隋朝开皇六年岁次丙午十二月丁未朔三日乙酉（587年1月17日），安葬于邺城西南二十里。邢子才为李礼之撰写墓志说：“只有款待客人的时候，才享用两种以上味道的食物，衣服没有固定的主人，换上就可以出门。”当时的人认为这是符合实际的记载。

## 家族

### 六世祖
- 李暠，凉武昭王[1]

### 四世祖
- 李宝，北魏仪同、宣公[1]

### 曾祖父母
- 李承，北魏雍州刺史、姑臧侯[1]
- 太原王氏，穆侯王慧龙之女[1]

### 祖父母
- 李韶，北魏司空、文恭公[1]
- 荥阳郑氏，秘书监、南阳公郑羲之女[1]

### 父母
- 李瑾，北魏齐州刺史[1]
- 范阳卢氏，幽州刺史、固安懿侯卢渊之女[1]

### 兄弟姐妹
- 李产之，北齐北豫州司马
- 李倩之，北齐轻车将军、尚书考功郎中
- 李寿之，北齐梁州中从事
- 李行之，隋朝唐州下溠郡太守、固始县男
- 李凝之，北齐光州中从事
- 李氏，嫁北齐仪同三司、金紫光禄大夫、须昌县公司马膺之

### 夫人
- 郑修仪，出自荥阳郑氏，中书令郑□之之女[1]

### 嗣子
- 李武卿，李礼之二哥李倩之第二子，过继给李礼之，北齐司州主簿[1]